# Malpighi-Gletscher
Der Malpighi-Gletscher ist ein 8 km langer und bis zu 1,5 km breiter Gletscher auf der Brabant-Insel im Palmer-Archipel vor der Westküste der Antarktischen Halbinsel. Er fließt von den Harvey Heights in südöstlicher Richtung und mündet in den Mackenzie-Gletscher.
Die erste grobe Kartierung geht auf die Belgica-Expedition (1897–1899) des belgischen Polarforschers Adrien de Gerlache de Gomery zurück. Luftaufnahmen der Hunting Aerosurveys Ltd. aus den Jahren von 1956 bis 1957 dienten 1959 seiner Kartierung. Das UK Antarctic Place-Names Committee benannte ihn 1960 nach dem italienischen Anatom Marcello Malpighi (1628–1694), einem Pionier der Histologie, dem der erste Nachweis der Existenz von Blutkapillaren gelang.